# Freedom! ’90
Freedom! ’90 (meistens Freedom genannt) ist ein Lied  des britischen Sängers George Michael aus dem Jahr 1990.

## Entstehung und Veröffentlichung
Das Lied wurde vom Interpreten selbst getextet, komponiert und produziert. Um Verwechslungen mit dem gleichnamigen Hit von Wham! aus dem Jahr 1984 zu vermeiden, fügte man im Titel den Jahrgang hinzu.
Die Erstveröffentlichung von Freedom! ’90 erfolgte als Teil von George Michaels zweiten Studioalbum Listen Without Prejudice Vol. 1 am 21. August 1990 bei Epic Records. Am 24. Oktober 1990 erschien das Lied als dritte Singleauskopplung aus dem Album.
Freedom! ’90 war unter anderem Teil des Soundtracks zu Bee Movie – Das Honigkomplott und in einer Werbung von Chase Manhattan Bank zu hören. Ebenso verwendet wurde es in den Episoden Bettgeschichten von King of Queens und The High School Reunion Part 2 in It’s Always Sunny in Philadelphia. George Michael trat zudem mit dem Lied bei der Schlussfeier der Olympischen Sommerspiele 2012 auf.

## Inhalt
In diesem Up-tempo-Titel rechnet Michael mit der Vergangenheit bei Wham! sowie den entstandenen Erfolgen ab, bringt mehr Eigenständigkeit in seiner Solokarriere zum Vorschein und offenbart seine zynische Sicht zum Musikgeschäft in den damals beginnenden 1990ern. Darum trat Michael im Musikvideo auch nicht auf, sondern ließ einige der damaligen Supermodels auftreten.
Die Melodie enthält Samples aus den Liedern Think von Aretha Franklin (1968) und Funky Drummer von James Brown (1970).

## Musikvideo
Laut einem Zeitungsartikel der Los Angeles Times wurde George Michael damals 1990 der Druck des Rampenlichtes zu viel; „An einem gewissen Punkt in der Karriere kehrt sich die Situation zwischen dir und der Kamera um. Für eine gewisse Zeit kann man dem standhalten und man braucht es, aber letztendlich ist es wie in einer Liebesbeziehung. Die Minute, die vergeht, die macht dich aus… und es fühlt sich an, als stünde man im Mittelpunkt.“ Er entschied, keine Fotoshootings und Musikvideos mehr zu machen: „Ich möchte nie wieder vor einer Kamera boxen.“
Stattdessen, inspiriert durch das Porträt mit Peter Lindberghs Ikonen Naomi Campbell, Linda Evangelista, Tatjana Patitz, Christy Turlington und Cindy Crawford auf dem Cover der im Januar 1990 erschienenen Ausgabe der Vogue, fragte Michael nach, ob diese im Video auftreten würden. Zu der Zeit war es ein Trend, dass Models in Musikvideos auftraten, meistens Models, die die Vorlieben des Sängers widerspiegeln (z. B. Christie Brinkley in dem Video zu Uptown Girl von (ihrem späteren Ehemann) Billy Joel oder die 17-jährige Turlington in Duran Durans Notorious). Im Clip treten die Models einzeln auf und singen lippensynchron einzelne Passagen. Diese Idee wurde bereits im Clip zu Bryan Ferrys Slave to Love aus dem Jahr 1985 verwendet, mit den fünf männlichen Models John Pearson, Mario Sorrenti, Scott Benoit, Todo Segalla und Peter Formby.
Evangelista informierte sich, ehe sie sich bereit erklärte, im Video aufzutreten und sagte: „Ich dachte, er würde mit uns was Anspruchsvolles machen, es wäre von Vorteil für uns. Ich fühlte mich so: Bitte, hier sind wir und sind allzeit bereit!“ Nachdem sie mit Michael gesprochen hatte, war sie jedoch überzeugt und veränderte ihren Zeitplan. Auf einem im Jahr 2015 erschienenen Artikel in Vanity Fair reagierte Evangelista und sagte: „Ich hatte keine Ahnung, dass man mich auch heute noch mit dem Video in Verbindung bringt. Das sind Erinnerungen. Ach ja, George hatte recht.“ Eine Unstimmigkeit zu den Gehältern wurde auch gelöst, als Annie Veltri, die Campbell, Evangelista, Patitz, Turlington und Crawford bei Elite Model Management vertritt, verdeutlichte, dass alle ihre Klienten die gleiche Gage von 15.000 $ pro Tag erhalten.
Das Video wurde von David Fincher inszeniert, dessen „düsterer und grafischer Stil mit samtig-farbenfroher, stimmungsvoller Interpretation und scharfer Geschichtenerzählung“ ausgezeichnet wurde und diesen für seine Arbeit zu Madonnas „Express Yourself“-Video im Vorjahr verdient hatte.
Sein Team für die mehrtägigen „Freedom! ’90“-Dreharbeiten umfasste Camilla Nickerson, die später eine Vogue-Redakteurin wurde sowie den Kleiderstylisten und Friseur Guido und die Maskenbildnerin Carol Brown. Das Video wurde in einem riesigen Gebäude in der London Borough of Merton gedreht. Nickerson sagte, es strahle sowohl „eine Pracht als auch ein Blade-Runner-Gefühl“ aus.
Nach Art des 92 Skizzen-artigen Storyboards musste mit jedem Model an verschiedenen Tagen gedreht werden, außer Evangelista und Turlington, die gemeinsam in einer Szene auftreten. Jedem Model wurde auf Lippensynchronität eine Strophe zugeordnet, während beim Refrain drei Elemente aus dem Musikvideo zu Faith vorkommen, die sein damaliges Bild in der Öffentlichkeit symbolisierten: Seine Lederjacke, eine Jukebox der Rudolph Wurlitzer Company und eine Gitarre, die beim Explodieren mit dem Refrain „Freedom“ untermalt werden. Während beim Video zu Faith die Nadel einer Jukebox die Schallplatte berührt, startet Freedom! ’90 mit einer Laserabtastung der Compact Disc, um den damaligen technologischen Stand zu repräsentieren.

## Rezeption

### Chartplatzierungen
Freedom! ’90 avancierte unter anderem zum Nummer-eins-Hit in Kanada, oder auch mit Rang acht zum Top-10-Hit in den US-amerikanischen Billboard Hot 100.
| ChartsChartplatzierungen       | Höchstplatzierung | Wochen |
| ------------------------------ | ----------------- | ------ |
| Deutschland (GfK)              | 41 (15 Wo.)       | 15     |
| Österreich (Ö3)                | 25 (6 Wo.)        | 6      |
| Vereinigte Staaten (Billboard) | 8 (16 Wo.)        | 16     |
| Vereinigtes Königreich (OCC)   | 28 (7 Wo.)        | 7      |

| ChartsJahrescharts (1991)      | Platzierung |
| ------------------------------ | ----------- |
| Vereinigte Staaten (Billboard) | 95          |

### Auszeichnungen für Musikverkäufe
| Land/Region                  | Auszeichnungen für Musikverkäufe (Land/Region, Auszeichnung, Verkäufe) | Verkäufe  |
| ---------------------------- | ---------------------------------------------------------------------- | --------- |
| Australien (ARIA)            | Platin                                                                 | 70.000    |
| Dänemark (IFPI)              | Gold                                                                   | 45.000    |
| Vereinigte Staaten (RIAA)    | Gold                                                                   | 500.000   |
| Vereinigtes Königreich (BPI) | Platin                                                                 | 600.000   |
| Insgesamt                    | 2× Gold · 2× Platin ·                                                  | 1.215.000 |

Hauptartikel: George Michael/Auszeichnungen für Musikverkäufe

## Coverversionen

### Robbie Williams
Im Jahr 1996 coverte Robbie Williams das Lied, das zu seiner Debüt-Single wurde. Nachdem Williams Take That verlassen hatte, nahm er seine Version auf, da der Song zu seiner Stimmung und Ansicht über den Austritt gepasst habe. Diese Version erreichte in den britischen Charts Platz zwei und war somit 26 Plätze höher als das Original zu der damaligen Zeit. Bis zum Jahr 2010 erschien die Coverversion auf keinem Album, erstmals nach 14 Jahren allerdings auf der Kompilation In and Out of Consciousness: Greatest Hits 1990–2010. Bis Ende 1996 wurden über 200.000 Exemplare der Single verkauft und sie wurde von der British Phonographic Industry mit der Silbernen Schallplatte ausgezeichnet. Im Musikvideo tanzt Robbie Williams in wechselnden Szenen an einem Strand, auf einem Feld und in einer Stadtgegend.

#### Chartplatzierungen
| ChartsChartplatzierungen     | Höchstplatzierung | Wochen |
| ---------------------------- | ----------------- | ------ |
| Deutschland (GfK)            | 10 (11 Wo.)       | 11     |
| Österreich (Ö3)              | 19 (10 Wo.)       | 10     |
| Schweiz (IFPI)               | 8 (10 Wo.)        | 10     |
| Vereinigtes Königreich (OCC) | 2 (15 Wo.)        | 15     |

| ChartsJahrescharts (1996)    | Platzierung |
| ---------------------------- | ----------- |
| Vereinigtes Königreich (OCC) | 46          |

#### Auszeichnungen für Musikverkäufe
| Land/Region                  | Auszeichnungen für Musikverkäufe (Land/Region, Auszeichnung, Verkäufe) | Verkäufe |
| ---------------------------- | ---------------------------------------------------------------------- | -------- |
| Vereinigtes Königreich (BPI) | Silber                                                                 | 200.000  |
| Insgesamt                    | 1× Silber ·                                                            | 200.000  |

Hauptartikel: Robbie Williams/Auszeichnungen für Musikverkäufe

### Weitere Coverversionen
- 1998: Royal Philharmonic Orchestra
- 2003: Dick Brave & the Backbeats
- 2017: Anna Kendrick (im Film Pitch Perfect 3)